# 木曜日の丼
『木曜日の丼』（もくようびのどんぶり）は、2004年10月7日から2006年3月30日まで（日付上は2004年10月8日から2006年3月31日まで）読売テレビが毎週木曜 24:20 - 25:20 （金曜 0:20 - 1:20）に編成していた関西ローカルのバラエティ番組ゾーンのタイトルである。番組表上では「木丼」と表記されていた。
同枠の放送番組は2本立てで、前半30分の番組にはロンドンブーツ1号2号が、後半30分の番組には山口智充が出演していた。
枠の廃止からしばらくの間は単独番組の放送が続いていたが、それから2年後の2008年4月に『音笑!ミックスジュース』（前半：『WWW』、後半『MMM』）が同じく木曜深夜の時間帯に編成された。しかし、同枠も長くは続かず、同年10月に『モクビバ』（前半：『浜ちゃんが!』、後半：『音笑!MMM』）と改題された後、2009年3月に終了した。
なお、キー局の日本テレビも「木曜日の丼」の名称こそ使用していないものの、同ゾーンの2番組を金曜深夜（土曜未明）に連続放送していた。現在は前者は水曜深夜（木曜未明）に、後者は木曜深夜（金曜未明）に放送されている。

## 放送番組

### 前半
- メンタルヌード（ロンドンブーツ1号2号出演）
- マルバレ! （ロンドンブーツ1号2号、久本雅美、小沢真珠出演）

### 後半
- グッピー!! （東野幸治、山口智充出演）
- 芸能人口コミの店 えぇ処（山口智充、友近出演）